# Rodrigo Riep
Rodrigo Sebastián Riep (20 de febrero de 1976) es un exfutbolista argentino que se desempeñaba como centrocampista. También es el representante de Juan Fernando Quintero y Sebastián Villa Cano .

## Clubes
| Club                     | País      | Año       |
| ------------------------ | --------- | --------- |
| River Plate              | Argentina | 1995      |
| Avispa Fukuoka           | Japón     | 1997      |
| Cobreloa                 | Chile     | 1998      |
| Everton                  | Chile     | 1998-1999 |
| Olympiacos Volos FC      | Grecia    | 1999-2000 |
| Caracas FC               | Venezuela | 2000-2002 |
| Cobresal                 | Chile     | 2002      |
| Deportes La Serena       | Chile     | 2003      |
| Coquimbo Unido           | Chile     | 2003      |
| Unión Atlético Maracaibo | Venezuela | 2003-2004 |
| Barcelona SC             | Ecuador   | 2004      |
| Carabobo FC              | Venezuela | 2005      |
| Independiente Medellín   | Colombia  | 2005-2007 |
| Junior                   | Colombia  | 2007      |